# Chutney de requin
Le chutney de requin, appelé également chatini reken ou encore satini reken en créole, est un plat consommé aux Seychelles. Il se compose généralement d'un kilogramme de requin sans peau, bouilli, finement écrasé et cuit avec du jus de bilimbi pressé et du citron vert. Le tout est ensuite mélangé à de l'oignon frit, du poivre, du sel et du curcuma.